# IC 3866/2
IC 3866/2 је спирална галаксија у сазвијежђу Береникина коса која се налази на листи објеката дубоког неба у Индекс каталогу.
Деклинација објекта је + 22° 21' 35" а ректасцензија 12h 54m 15,0s. Привидна величина (магнитуда) објекта IC 3866 износи 16,2 а фотографска магнитуда 17,0.